# Cànon budista tibetà

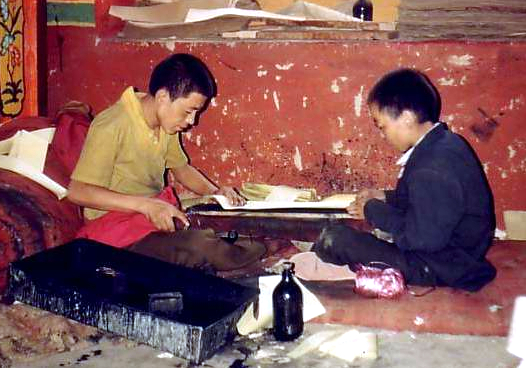
Joves monjos imprimint escriptures. Monestir de Sera, Tibet. 1993.

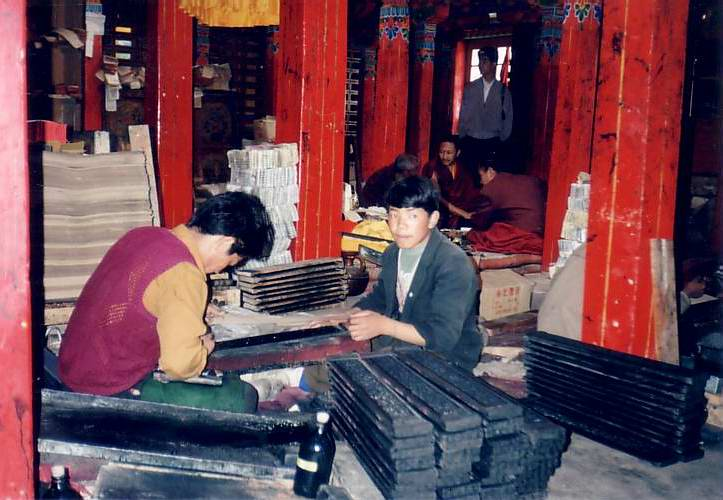
Imprimint escriptures. Monestir de Sera.

El cànon budista tibetà és una llista de textos sagrats reconeguts per diverses branques del budisme tibetà.
A més dels textos sutrayana del budisme primerenc (majorment sarvastivada) i fonts Mahayana, també inclou textos tàntrics.
El cànon tibetà va tenir la seva compilació final al segle xiv, per Bu-ston (1290–1364). Els tibetans no tenien un cànon Mahayana formalment ordenat, així que van idear el seu esquema que dividia els textos en dues grans categories:
1. Kangyur (Wylie: bka'-'gyur) o "Paraules traduïdes", són treballs que se suposen que el mateix Buda va dir. Presumiblement els textos tenen un origen sànscrit, encara que en molts casos els textos tibetans van ser traduïts del xinès o altres idiomes.[4]
2. Tengyur (Wylie: bstan-'gyur) o "Tractats traduïts", és la secció en la qual estan els comentaris, tractats i treballs de abhidharma (mahayana i no-mahayana). El Tengyur conté 3.626 textos en 224 volums.

El Kangyur està dividit en seccions: Vinaya, sutres de la Perfecció (Paramita) de la Saviesa, Avatamsaka, Ratnakuta i altres sutres (75% mahayana, 25% nikaya / agama o hinayana), i tantres.
No se sap quan va ser usat el terme Kangyur per primera vegada. En l'època de Trisong Detsen (el sisè rei del Tibet) ja existien col·leccions de textos canònics.
El nom exacte de textos en el Kangyur no és fix. Cada editor pren la responsabilitat d'eliminar textos que consideri no autèntics o d'incloure noves traduccions. Actualment hi ha aproximadament 12 Kangyurs. Aquests inclouen les versions de Derge, Lhasa, Narthang, Cone, Pequín, Urga, Phudrak i Stog Palace, cadascun anomenat respecte al lloc on va ser copiat o imprès en el cas d'edicions manuscrites. A més, alguns textos canònics van ser trobats a Tabo i Dunhuang que donen exemplars més antics de textos oposats en el Kangyur. La majoria de les edicions Kangyur encara existents semblen contenir l'anomenat Vell Narthang Kangyur, encara que les edicions Phukdrak i Tawang estan pensades per mantenir-se fora d'aquest llinatge. La genalogía del Kangyur ha estat ben investigada particularment per Helmut Eimer i Paul Harrison.
- El cànon Budista Tibetà és una col·lecció de traduccions de textos budistes originaris d'Índia.

Ja a partir del segle setè, la literatura existent va ser recopilada i catalogada de manera intermitent, la qual després es va estendre, actualitzar, classificar, reorganitzar i col·locar en diferents conjunts de diferents col·leccions. Una altra sèrie de treballs de traducció es va tornar a agrupar en dues grans col·leccions popularment conegut com a bka'-'gyur i bstan-'gyur, la traducció dels discursos de Buda i la traducció comentada de les obres, respectivament.
- El catàleg tibetà més primerenc va ser introduït durant el període del 39 Rei Tibetà khri-lde srong-btsen, també conegut com a sad-na legs-mjing-gyon (776-815), qui va dictar decrets "requerint tota la traducció d'obres existents d'origen indi en tibetà per ser catalogades i sotmeses a ser recurrentment revisades i per establir les directrius de la terminologia a fi d'estandarditzar totes les obres de traducció". Un equip d'investigadors indis i tibetans es van assignar per a aquest fi.

- Com un pas important en aquest esforç notable en la normalització de la literatura, el glossari bilingüe conegut com a Mahavyutpatti (sgra-sbyor bam-po gnyis-pa) es va realitzar amb èxit l'any del cavall tibetà any 814 A.D. Un altre gran assoliment va ser la catalogació de les col·leccions disponibles a les biblioteques reials dels tres famosos palaus del Tibet, sota la supervisió del famós traductor Bande sKa-ba dpal-brtsegs, amb l'ajuda dels seus col·legues, Bande chos-kyi snying-po, El-tsa-wa Bande debendhara, Bande lhun-po and Bande klu’-dbang-po etc. La compilació de catalogació més primerenca es van registrar a partir del manuscrit de la col·lecció reial situat en el Palau de pho-brang ‘phang-thang ca-med kyi gtsug-lag-kang l'any tibetà del gos, any 818 A.D. Aquest treball de catalogació es va fer famós pel nom del palau i es coneix com a dkar-chag phang-thang-dt. Poc després, dos catàlegs més de les col·leccions disponibles en altres dues biblioteques reals-pho-brng bsam-yas mchims-phu-dt. i PHO-brng stong-thang ldan-dkar van ser compilats i va arribar a ser conegut com a dkar-Jag mchims-Phu - dt. i dkar-chag Idan-dkar-dt., respectivament. dkar-chag Idan-dkar-dt. va ser compilat l'any tibetà del drac, any 824 A.D.

- Entre aquests tres catàlegs, ldan-dkar-dt., inclòs en el volum Jo de sna-tsogs en sde-ge bka’-bstan, que generalment es creu és l'únic supervivent fins ara. No obstant això, recentment s'ha descobert un manuscrit de dkar-chag phang-thang-dt. publicat des del Tibet. Conté 961 títols que figuren baix 34 epígrafs amb informació addicional sobre el nom de versos (soloka i bampo) que conté en cada text. El catàleg ldan-dkar-dt. comprèn 735 títols i figuren en una categoria, de 27 encapçalaments de matèria. Una característica única del catàleg tibetà és que, juntament amb la informació sobre el material d'origen de la traducció i la informació bibliogràfica, es dona en les descripcions físiques, tals com el nom de paraules, versos, cant (bampo) i pàgines en cadascun dels continguts textuals. Així, avui tenim un registre de 73 milions de paraules que figuren en la col·lecció bka’-’gyur & bstan-’gyur. Segons l'última edició de Dharma Publication, la bKa’-‘gyur conté 1.115 textos, repartits en 65.420 folis tibetans per valor de 450.000 línies o 25 milions de paraules. Així mateix, el bsTan-'gyur conté 3.387 textos utilitzant 127.000 folis que ascendeix a 850.000 línies i 48 milions de paraules. La suma total d'ambdues col·leccions és de 4.502 textos en 73 milions de paraules. En fixar bampo als versos i les paraules de cadascun dels continguts textuals, els treballs individuals són interpolats. Això va enfortir encara més l'autenticitat de la literatura budista tibetana. Aquests són els primers catàlegs tibetans en tres versions que van ser recopilats i publicats al principi del segle IX pel gran sgra-sgyur gyi el-tsa-wa Bande sKa-ba dpal-brtsegs i el seu equip. El Tibet, per tant, es converteix en el primer a dur a terme el catàleg com a inventari en la història de l'evolució del catàleg. Bande sKa-ba dpal-brtsegs és així, honrat com el pioner del sistema tibetà. Tots els compiladors del Cànon Tibetà basen les seves obres en gran manera en la creació de sKa-ba dpal-brtsegs.